# Crocifissione con i dolenti e san Domenico
Il Calvario è un affresco staccato di Beato Angelico, già nel convento di San Domenico a Fiesole ed oggi conservato nel Louvre di Parigi. Risale al 1435 circa e misura 435x260 cm.

## Storia
Il dipinto, come la pala dell'Incoronazione della Vergine, faceva parte del corredo del convento di San Domenico a Fiesole, dove venne asportato durante le soppressioni napoleoniche. Trasportato a Parigi, fece parte di quelle opere che durante la Restaurazione non vennero restituite a causa delle dimensioni e delle conseguenti difficoltà di trasporto oggetto di spoliazioni napoleoniche. 

## Descrizione e stile
L'opera si trovava nel Refettorio del convento ed era un chiaro invito alla meditazione ed alla partecipazione, tramite la preghiera, al dramma della Passione di Cristo. Vi si vede il Cristo crocifisso con la testa incassata nel torace (forse uno sviluppo degli studi sulla visuale da sott'in su di Masaccio nella Crocefissione di Pisa), con un vistoso cartello ĬŇŘĬ in alto. Ai piedi del calvario si trovano i consueti due dolenti (Maria e san Giovanni), mentre inginocchiato al centro sta san Domenico, fondatore dell'ordine in cui si dovevano riconoscere i frati.
Una rappresentazione del tutto analoga, ma senza i "dolenti", venne poi affrescata anche nel chiostro del convento di San Marco, dove si stabilì la comunità domenicana che comprendeva anche l'Angelico stesso. In entrambe le opere la figura del Cristo è simile, così come lo sfondo astrattamente blu.
Questo affresco, assieme a quello della Madonna col Bambino tra i santi Domenico e Tommaso d'Aquino, già nel Dormitorio e oggi all'Ermitage, è importante perché mostra i primi sviluppi dello stile dell'Angelico verso forme più sobrie e mistiche, dove mancano elementi decorativi, per aumentare la partecipazione religiosa dell'osservatore, stimolando ed arricchendo la vita spirituale della comunità cenobitica.